# Грейс Гаммер
Грейс Гаммер (англ. Grace Gummer; нар. 9 травня 1986) — американська акторка.

## Біографія
Донька Меріл Стріп.
Народилася 1986 року в Нью-Йорку, але виросла в Лос-Анджелесі та Коннектикуті, разом зі старшим братом Генрі Вулфом Гаммером, старшою сестрою Мемі Гаммер та молодшою сестрою Луїзою.

## Кар'єра
Її перша поява на екранах відбулася в 1993 році, у фільмі Стріп «Будинок духів». У 2008 році розпочала професійну акторську кар'єру, виступаючи на малій сцені, а потім з'явилася на телебаченні у головній ролі в серіалі TeenNick «Гігантик». З того часу вона з'явилася з невеликими ролями у фільмах « Ларрі Краун» та «Френсіс Ха», а також виконувала другорядні ролі в серіалах «Остання година» та «Новини».
У 2014 році, після ролі у фільмі «Місцевий», Гаммер отримала регулярну роль другого плану в серіалі CBS «Екстант». У тому ж році вона виконала другорядну роль медсестри в четвертому сезоні серіалу FX "Американська історія жаху".

## Особисте життя
З 10 липня 2019 року Гаммер одружена з музикантом Теєм Стратейрном, сином актора Девіда Стратейрна (Стетейрн і мати Гаммер, Меріл Стріп, грали чоловіка та дружину в фільмі «Дика річка»). 23 березня 2020 року Гаммер подала на розлучення, вказавши датою розставання 21 серпня 2019 року.
4 вересня 2021 року Гаммер пошлюбила музиканта та продюсера Марка Ронсона. 13 жовтня 2022 року Гаммер і Ронсон оголосили, що чекають на свою першу дитину.

## Фільмографія
| Рік  | Назва українською | Назва англійською        | Роль              | Примітки                            |
| ---- | ----------------- | ------------------------ | ----------------- | ----------------------------------- |
| 1993 | Будинок духів     | The House of the Spirits | Клара у дитинстві |                                     |
| 2010 | Мескада           | Meskada                  | Нет Коллінз       |                                     |
| 2010 |                   | Bashert                  | Еббі              | Короткометражний фільм              |
| 2011 | Межа ризику       | Margin Call              | Люсі              | Сцени були видалені під час монтажу |
| 2011 | Ларрі Краун       | Larry Crowne             | Наталі            |                                     |
| 2012 | Мила Френсіс      | Frances Ha               | Рейчел            |                                     |
| 2014 | Місцевий          | The Homesman             | Арабелла Сорс     |                                     |
| 2014 | Уроки водіння     | Learning to Drive        | Таша              |                                     |
| 2015 | Весілля Дженні    | Jenny's Wedding          | Енні              |                                     |

| Рік       | Назва українською                    | Назва англійською                 | Роль                   | Примітки                                |
| --------- | ------------------------------------ | --------------------------------- | ---------------------- | --------------------------------------- |
| 2010-2011 | Гігантик                             | Gigantic                          | Анна Мур               | Регулярна роль, 18 епізодів             |
| 2012-2013 | Смеш                                 | Smash                             | Кеті Ренд              | Епізоди: «The Coup» та «Musical Chairs» |
| 2013      | Остання година                       | Zero Hour                         | Агент ФБР Пейдж Вілліс | 6 епізодів                              |
| 2013-2014 | Новини                               | The Newsroom                      | Хеллі Ші               | 10 епізодів                             |
| 2013      | Американська історія жахів: Шабаш    | American Horror Story: Coven      | Міллі                  | Епізод: «The Axeman Cometh»             |
| 2014-2015 | За межами                            | Extant                            | Джулі Желіно           | Регулярна роль                          |
| 2014-2015 | Американська історія жахів: Фрік шоу | American Horror Story: Freak Show | Пенні                  | Друга роль                              |
| 2016      | Містер Робот                         | Mr. Robot                         | Домінік ДіП'єро        |                                         |
| 2016      | Слухання                             | Confirmation                      | Рікі Сайдман           |                                         |
| 2021      | Доктор Смерть                        | Dr. Death                         | Кім Морган             | Регулярна роль, 8 епізодів              |